# Saponay
Saponay är en kommun i departementet Aisne i regionen Hauts-de-France i norra Frankrike. Kommunen ligger  i kantonen Fère-en-Tardenois som ligger i arrondissementet Château-Thierry. År 2022 hade Saponay 270 invånare.

## Befolkningsutveckling
Antalet invånare i kommunen Saponay
Referens: INSEE